# Palasport Andrea Di Concilio
Il palasport Andrea Di Concilio è il palasport principale della città di Agropoli, in provincia di Salerno. È il palazzetto dello sport più grande del Cilento ed è dedicato alla memoria del giovane cestista agropolitano Andrea Di Concilio, deceduto nel novembre 2002.

## Storia
Il Palagropoli Andrea Di Concilio, edificato sull'area di una vecchia tensostruttura, è una costruzione pubblica di notevole interesse per la città di Agropoli e per l'intero comprensorio. La struttura, per le sue caratteristiche polivalenti e i suoi circa 1.500 posti, ricopre un ruolo funzionale per lo svolgimento di manifestazioni nei vari settori sportivi, in particolar modo ospita le partite casalinghe della Polisportiva Basket Agropoli, militante in Serie A2. Si erge su una superficie coperta di circa 2.000 m².
I lavori, iniziati il 4 ottobre 2008, sono terminati due anni dopo, il 1° marzo 2010, giorno d'inaugurazione del Palasport. A inizio 2016 viene approvato il progetto di ristrutturazione, che prevede l'ampliamento del palasport ad una capienza di 3.000 posti a sedere previsto per la stagione sportiva 2016/2017, ma non verrà mai portato a termine.